# 통역

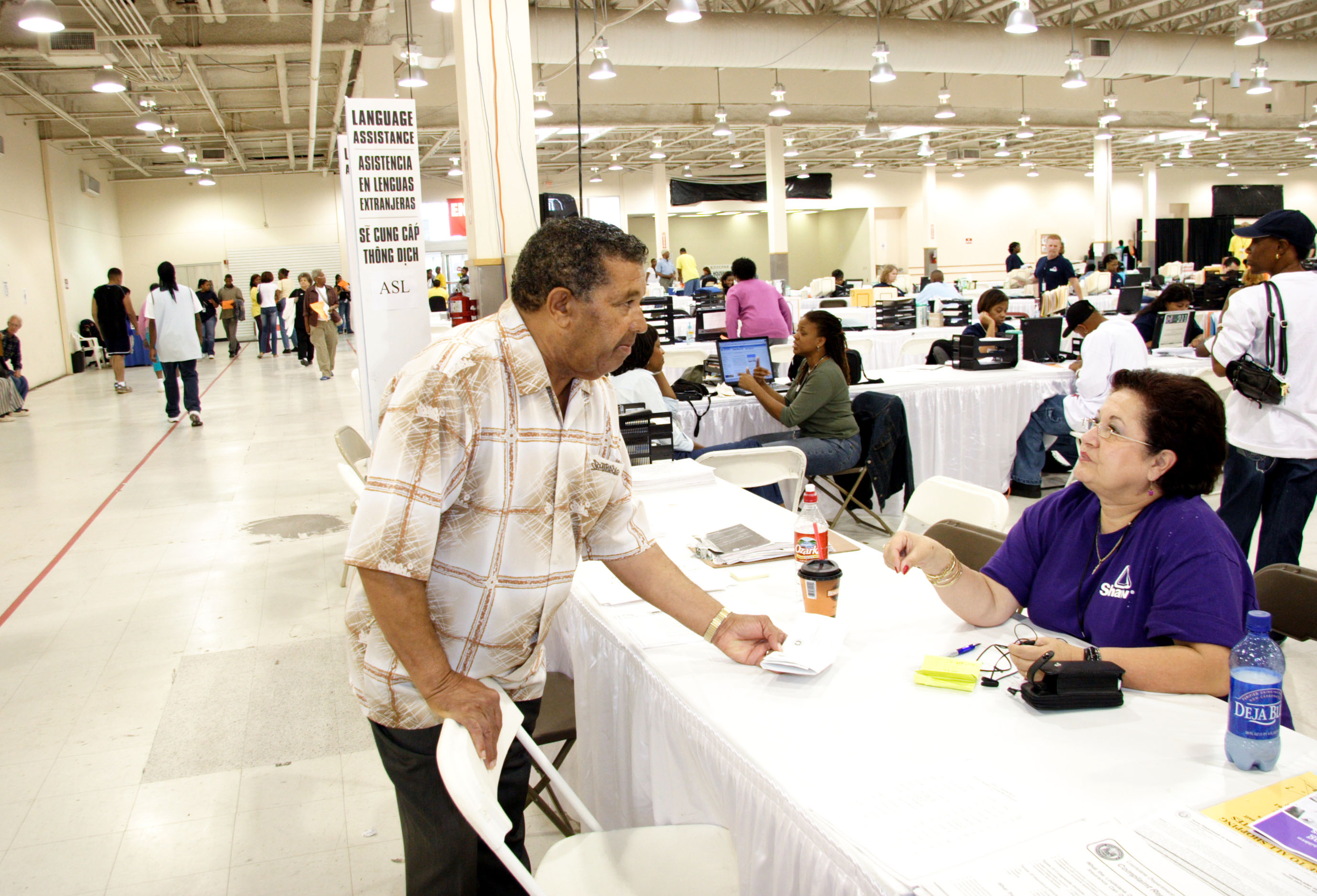

통역(通譯)은 서로 통하지 않는 둘 이상의 언어 구사자 사이에서 그들이 사용하는 말을 이해하여 그 뜻을 전해주는 행위를 말한다. 통역은 문자언어를 시간을 두고 숙고하여 문자로 옮기는 번역과는 구별되는 개념이며, 통역의 대상이 되는 언어는 반드시 발화(發話)되는 언어일 필요는 없고, 청각 장애인들의 수화가 될 수도 있다. 통역은 크게 연사가 일정분량의 말을 청중에게 하고, 연사가 잠시 쉬는 동안 그동안의 말을 통역해주는 순차통역과 연사가 쉬지 않고 하는 말을 독립된 부스등의 장소에서 실시간으로 통역해 주는 동시통역으로 구분할 수 있다.
통역은 문자의 발명 이전에 이루어진 고대 인간 활동이다. 그러나 통역이라는 직업의 기원은 100년도 채 안 되는 옛날로 거슬러 올라간다.

## 역사

### 역사학적 관점
통역사의 다양한 측면에 대한 연구는 아주 새로운 것이다. 대부분의 학문적 관심이 전문 회의 통역에 집중되는 동안 역사 통역 실무에 대한 학문적 작업은 거의 이루어지지 않았으며 1990년대까지 이에 대한 출판물은 수십 편에 불과했다.
수천 년 동안 이루어진 것으로 추정되는 해석 활동의 양을 고려하면 역사적 기록은 제한적이다. 더욱이 통역사와 그들의 작업은 일반적으로 역사책에 나오지 않는다. 그 이유 중 하나는 말보다 기록된 텍스트가 지배적이기 때문이다(기록된 텍스트를 남긴 사람들은 역사가들에 의해 기록될 가능성이 더 높다는 의미에서). 또 다른 문제는 이를 특별한 주의가 필요하지 않은 평범한 지원 활동으로 보는 경향과 서기관, 연대기 편찬자, 역사가들로부터 때때로 부당한 대우를 받는 통역사의 사회적 지위이다.
통역의 과거에 대한 우리의 지식은 다양한 기타 문서 및 문학 작품과 함께 편지, 연대기, 전기, 일기 및 회고록에서 나오는 경향이 있으며, 이들 중 다수는 (몇 가지 예외를 제외하고) 통역과 부수적으로 또는 부차적으로만 관련되었다.

## 통역사
통역사(通譯使, interpreter) 또는 통역원은 글자 그대로 통역해 주는 사람을 말한다. 일반적으로 통역을 하는 사람은 통역(通譯), 통역을 전문 직업으로 하는 사람은 통역원(通譯員), 통역할 자격을 갖춘 사람은 통역사라고 한다.
통역사는 사전 지식과 준비가 매우 중요하며, 통역을 의뢰하는 쪽에서도 통역사에게 자사한 자료를 전달하고 사전 회의를 통해 회의의 요점이 될 수 있는 내용이나 상황에 대해 협의하는 등 철저히 준비할 수 있도록 도와 주어야 한다. 또한 통역사는 자신의 의견을 첨가하거나 내용을 빠뜨리지 않고 발화자의 말을 가능하면 그대로 전해야 하는 의무가 있다.

## 같이 보기
- 번역
- 직역